# Театр Буландра
Театр Буландра (рум. Teatrul Bulandra) — класичний театр у Бухаресті, заснований 1947 як Муніципальний театр. Нове ім'я отримав  на честь першої директорки, провідної румунської акторки свого покоління Лучії Стурдза-Буландри.
З 1963 по 1972 Театр Буландра очолював відомий румунський режисер Лівіу Чулей, який зробив у ньому низку сенсаційних постановок. Через певний час комуністичний режим примусив емігрувати режисера театру.